# Inspektorat Graniczny nr 10

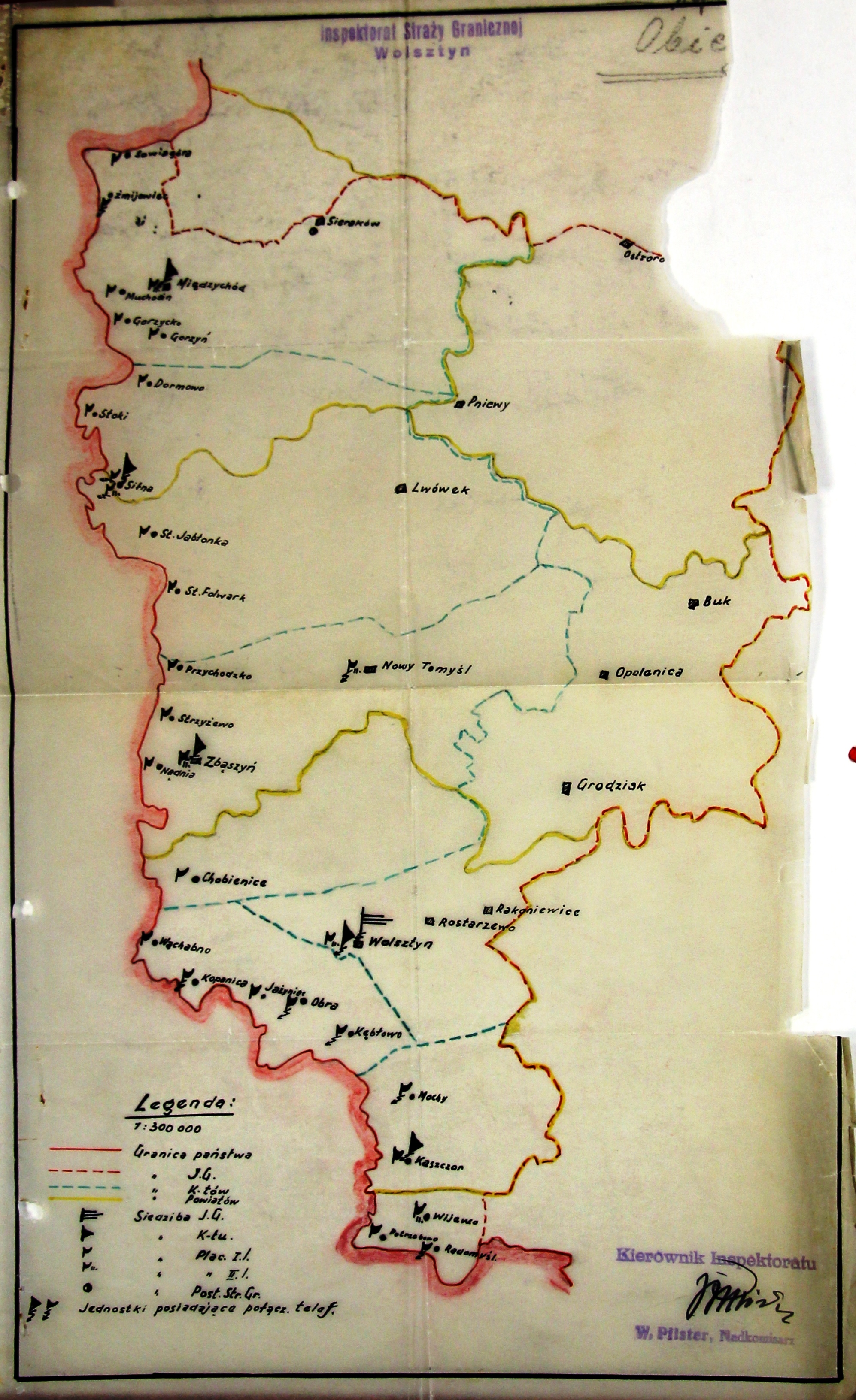
Szkic Inspektoratu Granicznego „Wolsztyn”

Inspektorat Graniczny nr 10 – jednostka organizacyjna Straży Granicznej pełniąca służbę ochronną na granicy polsko-niemieckiej w latach 1928–1939.
Inspektorat Graniczny w Opalenicy obejmował południową część powiatu międzychodzkiego od Warty, powiat nowotomyski, Wolsztyn, północną część powiatu śmigielskiego i Kościan do Obry, powiat grodziski, południową część powiatu szamotulskiego do Warty i część powiatu leszczyńskiego do Małej Obry.

## Formowanie i zmiany organizacyjne
Rozporządzeniem Prezydenta Rzeczypospolitej Polskiej Ignacego Mościckiego z 22 marca 1928 roku, do ochrony północnej, zachodniej i południowej granicy państwa, a w szczególności do ich ochrony celnej, powoływano z dniem 2 kwietnia 1928 roku  Straż Graniczną.
Rozkazem nr 3 z 25 kwietnia 1928 roku w sprawach organizacji Wielkopolskiego Inspektoratu Okręgowego dowódca Straży Granicznej gen. bryg. Stefan Pasławski zatwierdził dyslokację, granice i strukturę inspektoratu granicznego nr 10 „Opalenica”. 
Już 15 września 1928 dowódca Straży Granicznej rozkazem nr 7 w sprawie organizacji Wielkopolskiego Inspektoratu Okręgowego podpisanym w zastępstwie przez mjr. Wacława Szpilczyńskiego zmieniał miejsce postoju komisariatu „Świechocin” na „Międzychód”.
Rozkazem nr 4 z 27 maja 1929 roku w sprawie etatu budżetowego Straży Granicznej komendant Straży Granicznej płk Jan Jur-Gorzechowski zmienił nazwę komisariatu „Wijewo” na „Kaszczor”.
W sierpniu 1929 roku przeniesiono siedzibę inspektoratu w Opalenicy do Wolsztyna.
Rozkazem nr 11 z 9 stycznia 1930 roku  o reorganizacji Wielkopolskiego Inspektoratu Okręgowego komendant Straży Granicznej płk Jan Jur-Gorzechowski powołał komisariat SG „Silna”.
Rozkazem nr 2 z 30 listopada 1937 roku w sprawach [...] przeniesienia siedzib i likwidacji jednostek, komendant Straży Granicznej zniósł posterunek SG „Sieraków”, a rozkazem nr 1 z 1 lipca 1938 roku w sprawach [...] organizacyjnych, przeniósł siedzibę komisariatu i placówki II linii „Silna” do m. Lewice.
Rozkazem nr 2 z 8 września 1938 roku w sprawie terminologii odnośnie władz i jednostek organizacyjnych formacji, komendant Straży Granicznej płk Jan Gorzechowski nakazał zmienić nazwę Inspektoratu Granicznego „Wolsztyn” na Obwód Straży Granicznej „Wolsztyn”.

## Służba graniczna
Dowódca Straży Granicznej gen. bryg. Stefan Pasławski swoim rozkazem nr 3 z 25 kwietnia 1928 roku w sprawach organizacji Wielkopolskiego Inspektoratu Okręgowego określił granice inspektoratu granicznego: od północy: rzeka Warta, placówka Straży Granicznej „Mierzyn” wyłącznie, od południa: placówka Straży Granicznej „Wybudowanie” włącznie. Rozkaz dowódcy Straży Granicznej nr 7 z 15 września 1928 podpisany przez mjr. Wacława Spilczyńskiego zmienił granicę inspektoratu: od północy − placówka Straży Granicznej „Sowia Góra” wyłącznie, od południa − placówka Straży Granicznej I linii „Radomyśl” włącznie.
Rozkazem nr 11 z 9 stycznia 1930 roku w sprawie organizacji Wielkopolskiego Inspektoratu Okręgowego komendant Straży Granicznej płk Jan Jur-Gorzechowski zatwierdził granice inspektoratu granicznego: granica Inspektoratu Granicznego Wronki, od południa: placówka Radomyśl włącznie.
Inspektorat w 1936 roku mieścił się w Wolsztynie przy ulicy 5 Stycznia 3. Ochraniała odcinek długości 185 km. Posiadał telefon (nr 95).
Sąsiednie inspektoraty:
- Inspektorat Graniczny „Wronki” ⇔ Inspektorat Graniczny „Leszno” − 1928

## Funkcjonariusze inspektoratu
Kierownicy/komendanci inspektoratu
| stopień     | imię i nazwisko | okres pełnienia służby | kolejne stanowisko |
| ----------- | --------------- | ---------------------- | ------------------ |
| inspektor   | Adolf Goldman   | V 1928 - był w 1933 –  |                    |
| nadkomisarz | Wilhelm Pfister | był w 1936 –           |                    |

Struktura i obsada personalna sztabu IG w 1936
- kierownik IG – nadkomisarz Wilhelm Pfister
- kwatermistrz – podkomisarz Stanisław Wierzyński
- oficer wywiadowczy – podkomisarz Tadeusz Flammer
- szef kancelarii – starszy przodownik Józef Śron
- pomocnik kwatermistrza - przodownik Franciszek Stefański
- pisarz – starszy strażnik Stanisław Nowak
- kierownik radiostacji – strażnik Leonard Melaniuk
- kierownik placówki II linii – starszy strażnik Leon Konieczny
- szofer – starszy strażnik Feliks Dziurla
- motocyklista – strażnik Józef Dezor

## Struktura organizacyjna
Organizacja inspektoratu w 1928:
- komenda − Opalenica
- komisariat Straży Granicznej „Świechocin”
- komisariat Straży Granicznej „Zbąszyń”
- komisariat Straży Granicznej „Wolsztyn”
- komisariat Straży Granicznej „Wijewo”

Organizacja inspektoratu w styczniu 1930:
- komenda − Wolsztyn
- 1/10 komisariat Straży Granicznej „Międzychód”
- 2/10 komisariat Straży Granicznej „Silna”
- 3/10 komisariat Straży Granicznej „Zbąszyń”
- 4/10 komisariat Straży Granicznej „Wolsztyn”
- 5/10 komisariat Straży Granicznej „Kaszczor”